# Волжки българи
Волжките българи са етническа група в Средното Поволжие, съществувала през VII-XIII век. Тя възниква със заселването в региона на прабългари - след разпадането на Стара Велика България (държавата на хан Кубрат), начело със своя вожд - Котраг (син на Кубрат, за чието име има хипотеза, че не е лично име, а по-скоро се отнася за предводителя на котрагите/кутригури), те основават държавата Волжка България, наричана и Волжко-Камска България и Итилска България - по имената на основните реки там: Волга (Итил - също име на местен средновековен град) и Кама.
Сред големите градове в страната им са Велики Болгар, Биляр и Казан.

## История
Волжките българи се заселват в земите около сливането на реките Волга и Кама през 7 век и основават държава, в която съжителстват котраги/кутригури, савири, есегели, биляри, барсили, сакалиби. В състава на населението й са и угро-фини, хорезмиици, арменци, мордовци и маджари. След относително кратък период на независимост, Волжка България става васал на Хазарския хаганат.
През 922 г. ислямът е приет за държавна религия на страната (вместо традиционният тенгризъм). Съществуват хипотези, че още в края на IX и началото  на X в. започва разпространение на  ханафитския ислям сред волжките българи. Към 907 г. ислямът вече е силно застъпен в техните земи, впоследствие протича втора вълна на ислямизация.
Западането на Хазарския хаганат, чиято официална религия е юдаизмът, и възможността чрез исляма да бъдат централизирани племената ускорява развитието на Волжко-Камска България. Постепенно волжките българи заменят местната руническа писменост с арабската азбука. Тези процеси в страната спомагат тя бързо да се наложи като важен културен и религиозен център от средата на X в. нататък. В нея се проявяват редица лекари, астрономи, богослови, философи, строят се медресета и джамии. 
От втората половина на X в. Киевска Рус и наследилото я Влазимиро-Суздалско княжество започват поредица наказателни походи срещу Волжко-Камска България, която се явява техен политически съперник. През XIII век натискът над страната се засилва с нашествието на монголците. От 1223 до 1237  тя се отбранява, ту срещу монголо-татарите, ту срещу русите. Подчинена е от Златната орда, а столицата Биляр - превърната в резиденция на господаря й.